# قربة ساخنة

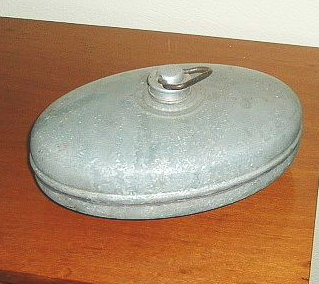
قربة ساخنة من عام 1925 م

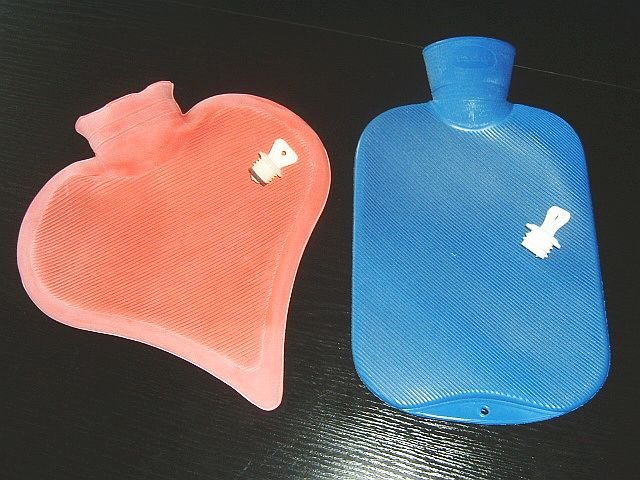
قربتان ساخنتان حديثتان تظهر ذاتا سدادتين

القِربة الساخنة هي قربة مملوءة بالماء الساخن وتُغلق بسدادة، تستخدم في توفير الدفء، وأيضاً لإيصال الحرارة إلى أحد أجزاء الجسم ولتدفئة السرير.

## التاريخ المبكر
كان الناس في القرن 16 يستخدمون حاويات صغيرة يوضع فيها الجمر لتدفئة السرير قبل الدخول اليه. مع مرور الزمن استعمل الناس الماء الساخن لتدفئة الفراش لانه وسيلة غير ضارة للتدفئة وبها ميزة انها تبقى في السرير مع النائم.
قبل اختراع قِربة المطاط التي كان الناس يضعون الماء الساخن في قوارير معدنية ثم تضع في مجموعة متنوعة من المواد مثل الزنك والنحاس والزجاج والفخار أو الخشب لمنع الاحتراق وتوضع في كيس قماشي

## حقائب المطاط
اخترعت القِربة الساخنة على شكلها الحالي في عام 1903 وكان تُصنع من المطاط الطبيعي، حاز التصميم على براءة اختراع من قبل المخترع الكرواتي إدوارد بنكالا. تُغطى القِربة الآن بالنسيج أو بالقماش الناعم. في اواخر القرن 20 انخفض استخدام القِرَب الساخنة بشكل ملحوظ في اغلب انحاء العالم، بسبب ظهور منافسين جدد مثل البطانيات الكهربائية والمدافئ الحديثة. ومع ذلك تطل قِربة المطاط هي الأكثر شعبية في المملكة المتحدة وجمهورية أيرلندا والبلدان النامية والمناطق الريفية فعلى سبيل المثال لها شهرة كبيرة في تشيلي ولها اسم مشهور وهو (Guatero) وفي اليابان ينظر لها انها صديقة للبيئة ووسيلة اقتصادية للتدفئة